# Aridelus fuscus
Aridelus fuscus är en stekelart som beskrevs av Wang 1981. Aridelus fuscus ingår i släktet Aridelus och familjen bracksteklar. Inga underarter finns listade.